# Смит, Каллум
Каллум Джон Смит (англ. Callum John Smith; род. 23 апреля 1990, Ливерпуль, Мерсисайд, Англия, Великобритания) — британский боксёр-профессионал, выступающий во второй средней и в полутяжёлой весовых категориях. Серебряный призёр Игр Содружества (2010) и чемпион Великобритании (2010) в весе до 69 кг, в любителях.
Среди профессионалов действующий временный чемпион мира по версии WBO (2025—н.в.). Бывший чемпион мира по версиям WBA Super (2018—2020) и The Ring (2018—2020), чемпион по версиям WBC Diamond (2017—2020), WBC Silver (2015—2017), WBC International (2013—2015), чемпион Европы по версии EBU (2016—2017), чемпион Великобритании (2015—2017) и чемпион Англии по версии BBBofC (2013—2015) во 2-м среднем весе. Победитель всемирной боксёрской суперсерии и обладатель Кубка Мохаммеда Али (2018).

## Любительская карьера
Серебряный призёр Игр Содружества (2010) и чемпион Великобритании (2010) в весе до 69 кг, в любителях. Не смог отобраться на Олимпиаду 2012 года из-за поражения на отборочном турнире в Турции. Со счётом 16:14 уступил азербайджанцу Ватану Гусейнли.

## Профессиональная карьера
Дебютировал на профессиональном ринге 17 ноября 2012 года, одержав победу над соотечественником Дэном Блэквеллом.

### Бой с Кристофером Ребрассе
26 июня 2015 года Каллум Смит вышел на бой за вакантный титул чемпиона по версии WBC Silver во 2-м среднем весе с французским боксёром Кристофером Ребрассе. Смит победил по очкам (118-110, 118-110, 120-107) единогласное решение судей и завоевал титул чемпиона по версии WBC Silver, став претендентом на бой с чемпионом мира.

### Чемпионский бой с Джорджем Гроувзом
28 сентября 2018 года Каллум Смит вышел на бой с опытным британским боксёром Джорджем Гроувзом, которого Смит победил нокаутом в 7-м раунде и завоевал кубок Мохаммеда Али, титулы супер-чемпиона мира по версии WBA, чемпиона по версии The Ring, и защитил титул WBC Diamond во 2-м среднем весе.

### Бой с Джоном Райдером
23 ноября 2019 года на Эхо Арене в Ливерпуле встретился с обязательным претендентом Джоном Райдером. Претендент Райдер из-за ощутимой разницы в антропометрии ожидаемо попытался навязать Смиту бой в инфайтинге. Чемпион пытался удерживать оппонента на джебе, безуспешно сучил апперкотами в попытке поймать навстречу. В 4-м раунде после столкновения головами возле правого глаза Смита появилось небольшое рассечение. Временами чемпиону удавалось удерживать претендента на джебе, но ещё чаще тот всё же прорывался в инфайтинг и по-простому перерабатывал. Заключительные трёхминутки также можно записать в актив Райдеру. Обслуживающие поединок судьи, видимо, пытались попасть в номинацию «самый спорный вердикт года» — единогласно отдали бой Смиту, ещё и с ощутимым превосходством в счёте: 117-111 и дважды 116-112.

### Бой с Саулем Альваресом
19 сентября 2019 года в Сан-Антонио (Техас) проиграл Канело Альваресу в бою за два пояса чемпиона мира. Судьи единогласно отдали в пользу Канело: 117-111, 119-109 (дважды). Несмотря на весомое преимущество в габаритах (рост 191 см и 198 см размах рук) Смит не смог оказать мексиканцу сопротивления, а после середины и вовсе бой был односторонний. Главная причина - давление, активность, мощь в ударах. Смит имел локальные успехи, например, в 6-м раунде, но этого было мало для победы. DAZN показал статистику боя: Смит выбросил больше ударов — 536 против 484 у Альвареса, однако эффективность была низкой — 209-97 точных (43% / 18%). Силовые удары: выброшенных — 228-220 в пользу Смита, точных — 126-55 в пользу Альвареса (57% / 24%).

### Дебют в полутяжёлом весе
25 сентября 2021 года в Лондоне в в андеркарде главного поединка Усик—Джошуа победил нокаутом во 2-м раунде доминиканца Ленина Кастильо.

### Бой с Матьё Бодерликом
20 августа 2022 года в Джидде (Саудовская Аравия) в андеркарде реванша Усик—Джошуа досрочно победил француза Матьё Бодерлика.

### Бой с Артуром Бетербиевым
Бой после переноса связанного с болезнью чемпиона пройдет 13 января 2024 года в Квебеке на арене Centre Videotron, его организаторами стала промоутерская компания Top Rank представляющая интересы Артура и канадская промоутерская компания Eye of the Tiger. Смит вышедший в ранге обязательного претендента пытался отработать на дистанции контролируя Бетербиева на джебе, но всё равно пропуская атаки более агрессивного и создающего давление чемпиона. В 7-м раунде после пропущенного бокового и непродолжительного добивания оказался в нокдауне. Вскоре после возобновления боя еще раз оказался  на канвасе, и его тренер Макгирт остановил бой. К моменту нокаута чемпион лидировал у всех судей, но с разным счётом: 58-56, 58-56 и 59-55. Двое судей считали, что Каллум был лучше во 2-м и 6-м раундах, а третий увидел преимущество Смита только в 5-м. Так же Артур имел солидное преимущество в ударах: больше точных ударов в целом (182-59), превосходство в силовых (87-31) и даже джебах (95-28).

### Бой с Карлосом Галваном
30 ноября 2024 года в Бирмингеме вернулся после поражения и нокаутировал колумбийского джорнимена Карлоса Галвана (20-15-2, 19 КО). Смит держал колумбийца на джебе, периодически обстреливая размашистыми боковыми. При сближении соперника не стеснялся возиться в клинче. Галван не терялся, боксировал расковано не отсиживаясь в обороне. В третьем раунде Смит поработал по корпусу и это стало приносить плоды - соперник замедлился, а в конце раунда пропустил. В 4-м раунде Смит послал Галвана в нокдаун двумя размашистыми боковыми. В 5-м раунде ситуация повторилась, но нокдаун уже был от удара по корпусу. Галван продолжил, но снова взял колено от пробития корпуса. Рефери остановил бой. ТКО5.

### Бой с Джошуа Буатси
22 февраля 2025 года в Эр-Рияде (Саудовская Аравия) выиграл временного чемпиона по версии WBO Джошуа Буатси, завладев его титулом.

## Статистика профессиональных боёв
В таблице перечислены результаты всех поединков боксёров.
В каждой строке указан результат поединка. Дополнительно номер поединка обозначен цветом, который обозначает итог поединка. Расшифровка обозначений и цветов представлена в нижеследующей таблице.
| Пример | Расшифровка                     |
| ------ | ------------------------------- |
|        | Победа                          |
|        | Ничья                           |
|        | Поражение                       |
|        | Планируемый поединок            |
|        | Поединок признан несостоявшимся |
| КО     | Нокаут                          |
| ТКО    | Технический нокаут              |
| PTS    | Решение судей (по очкам)        |
| UD     | Единогласное решение судей      |
| MD     | Решение большинства судей       |
| SD     | Раздельное решение судей        |
| RTD    | Отказ от продолжения боя        |
| DQ     | Дисквалификация                 |
| NC     | Поединок признан несостоявшимся |

| 33 поединка, 31 победа (22 нокаутом), 2 поражения.    | 33 поединка, 31 победа (22 нокаутом), 2 поражения. | 33 поединка, 31 победа (22 нокаутом), 2 поражения. | 33 поединка, 31 победа (22 нокаутом), 2 поражения. | 33 поединка, 31 победа (22 нокаутом), 2 поражения.    | 33 поединка, 31 победа (22 нокаутом), 2 поражения. | 33 поединка, 31 победа (22 нокаутом), 2 поражения. |
| Бой                                                   | Рекорд                                             | Дата боя                                           | Соперник                                           | Место проведения боя                                  | Результат                                          | Дополнительно |
| ----------------------------------------------------- | -------------------------------------------------- | -------------------------------------------------- | -------------------------------------------------- | ----------------------------------------------------- | -------------------------------------------------- | --- |
| 33                                                    | 31-2                                               | 22 февраля 2025                                    | Джошуа Буатси (19-0)                               | Kingdom Arena, Эр-Рияд, Саудовская Аравия             | UD 12                                              | Бой за титул временного чемпиона мира по версии WBO (1-я защита Буатси) в полутяжелом весе. |
| 32                                                    | 30-2                                               | 30 ноября 2024                                     | Карлос Галван (20-14-2)                            | Resorts World Arena, Бирмингем, Великобритания        | TKO 5 (8), 1:19                                    | Галван в нокдауне в 4-м и 5-м раунде |
| 31                                                    | 29-2                                               | 13 января 2024                                     | Артур Бетербиев (19-0)                             | Videotron Centre, Квебек-Сити, Канада                 | TKO 7 (12), 2:00                                   | Бой за титул чемпиона мира по версиям IBF (8-я защита Бетербиева), WBC (5-я защита Бетербиева) и WBO (2-я защита Бетербиева) в полутяжёлом весе.                                                                                    |
| 30                                                    | 29-1                                               | 20 августа 2022                                    | Матьё Бодерлик (21-1)                              | Король Абдалла Спортс Сити, Джидда, Саудовская Аравия | KO 4 (12), 1:53                                    | Бой за статус официального претендента на титул чемпиона мира по версии WBC в полутяжёлом весе. |
| 29                                                    | 28-1                                               | 25 сентября 2021                                   | Ленин Кастильо (21-3-1)                            | Tottenham Hotspur Stadium, Лондон, Великобритания     | TKO 2 (10), 0:55                                   | Дебютный бой в полутяжёлом весе. |
| Перешёл в полутяжёлый вес — 175 фунтов (до 79,4 кг).  |                                                    |                                                    |                                                    |                                                       |                                                    | |
| 28                                                    | 27-1                                               | 19 декабря 2020                                    | Сауль Альварес (53-1-2)                            | Alamodome, Сан-Антонио, Техас, США                    | UD 12                                              | Уступил титул супер-чемпиона мира по версии WBA (3-я защита Смита), чемпиона по версии The Ring (3-я защита Смита) и вакантный титул чемпиона мира по версии WBC во 2-м среднем весе. Счёт судей: 111-117, 109-119 (дважды).        |
| 27                                                    | 27-0                                               | 23 ноября 2019                                     | Джон Райдер (28-4)                                 | Echo Arena, Ливерпуль, Великобритания                 | UD 12                                              | Защитил титулы супер-чемпиона мира по версии WBA (2-я защита Смита), чемпиона по версии The Ring (2-я защита Смита) и чемпиона по версии WBC Diamond (4-я защита Смита) во 2-м среднем весе. Счёт судей: 117-111, 116-112 (дважды). |
| 26                                                    | 26-0                                               | 1 июня 2019                                        | Хассан Н’Дам Н’Жикам (37-3)                        | Мэдисон-сквер-гарден, Нью-Йорк, США                   | TKO 3 (12), 2:56                                   | Защитил титулы супер-чемпиона мира по версии WBA (1-я защита Смита), чемпиона по версии The Ring (1-я защита Смита) и чемпиона по версии WBC Diamond (3-я защита Смита) во 2-м среднем весе.                                        |
| 25                                                    | 25-0                                               | 28 сентября 2018                                   | Джордж Гроувз (28-3)                               | Король Абдалла Спортс Сити, Джидда, Саудовская Аравия | KO 7 (12), 2:04                                    | Завоевал кубок Мохаммеда Али, титулы супер-чемпиона мира по версии WBA и чемпиона по версии The Ring, и защитил титул WBC Diamond (2-я защита Смита) во 2-м среднем весе.                                                           |
| 24                                                    | 24-0                                               | 24 февраля 2018                                    | Ники Хольцкен (13-0)                               | Арена Нюрнбергер Ферзихерунг, Нюрнберг, Германия      | UD 12                                              | Защитил титул чемпиона WBC Diamond (1-я защита Смита) во 2-м среднем весе. Полуфинальный бой World Boxing Super Series. Счёт судей: 117-111, 118-110, 117-111.                                                                      |
| 23                                                    | 23-0                                               | 16 сентября 2017                                   | Эрик Скоглунд (26-0)                               | Echo Arena, Ливерпуль, Великобритания                 | UD 12                                              | Завоевал титул чемпиона WBC Diamond во 2-м среднем весе. Четвертьфинальный бой World Boxing Super Series. Счёт судей: 116-112, 117-110, 117-111.                                                                                    |
| 22                                                    | 22-0                                               | 10 декабря 2016                                    | Люк Блэкледж (22-2-2)                              | Манчестер Арена, Манчестер, Великобритания            | TKO 10 (12), 2:34                                  | Защитил титул чемпиона Великобритании по версии BBBofC (1-я защита Смита) во 2-м среднем весе. |
| 21                                                    | 21-0                                               | 10 сентября 2016                                   | Норберт Немесапати (21-3)                          | О2 Арена, Лондон, Великобритания                      | RTD 6 (12), 3:00                                   | Защитил титул чемпиона по версии WBC Silver (2-я защита Смита) во 2-м среднем весе. |
| 20                                                    | 20-0                                               | 29 мая 2016                                        | Сезар Эрнан Рейносо (14-7-3)                       | Гудисон Парк, Ливерпуль, Мерсисайд, Великобритания    | TKO 6 (8), 2:02                                    | |
| 19                                                    | 19-0                                               | 2 апреля 2016                                      | Хадиллах Мохаумади (20-3-1)                        | Echo Arena, Ливерпуль, Великобритания                 | TKO 1 (12), 1:41                                   | Завоевал титул чемпиона Европы по версии EBU (1-я защита Мохаумади) во 2-м среднем весе. |
| 18                                                    | 18-0                                               | 7 ноября 2015                                      | Рокки Филдинг (21-0)                               | Echo Arena, Ливерпуль, Великобритания                 | TKO 1 (12), 2:45                                   | Завоевал вакантный титул чемпиона Великобритании по версии BBBofC и защитил титул чемпиона по версии WBC Silver (1-я защита Смита) во 2-м среднем весе.                                                                             |
| 17                                                    | 17-0                                               | 26 июля 2015                                       | Кристофер Ребрассе (23-3-3)                        | Echo Arena, Ливерпуль, Великобритания                 | UD 12                                              | Завоевал вакантный титул чемпиона по версии WBC Silver во 2-м среднем весе. Счёт судей: 118-110, 120-107, 118-110. |
| 16                                                    | 16-0                                               | 9 мая 2015                                         | Олег Федотов (19-21)                               | Utilita Arena, Бирмингем, Великобритания              | TKO 1 (6), 1:36                                    | |
| 15                                                    | 15-0                                               | 9 мая 2015                                         | Никола Секлоча (28-2)                              | Echo Arena, Ливерпуль, Великобритания                 | UD 12                                              | Бой за тиул WBC International (4-я защита Смита) во 2-м среднем весе. Счёт судей: 118-111, 120-108, 118-110. |
| Бои во втором среднем весе — 168 фунтов (до 76,2 кг). |                                                    |                                                    |                                                    |                                                       |                                                    | |
| Бой                                                   | Рекорд                                             | Дата боя                                           | Соперник                                           | Место проведения боя                                  | Результат                                          | Дополнительно |

## Семья
Каллум Смит является одним из четырёх братьев в своей семье, каждый из которых является боксёром: Пол Смит (1982 г.р.), Стивен Смит (1985 г.р.), Лиам Смит (1988 г.р.) и Каллум Смит (1990 г.р.).